# Sint-Martinuskerk (Edelare)

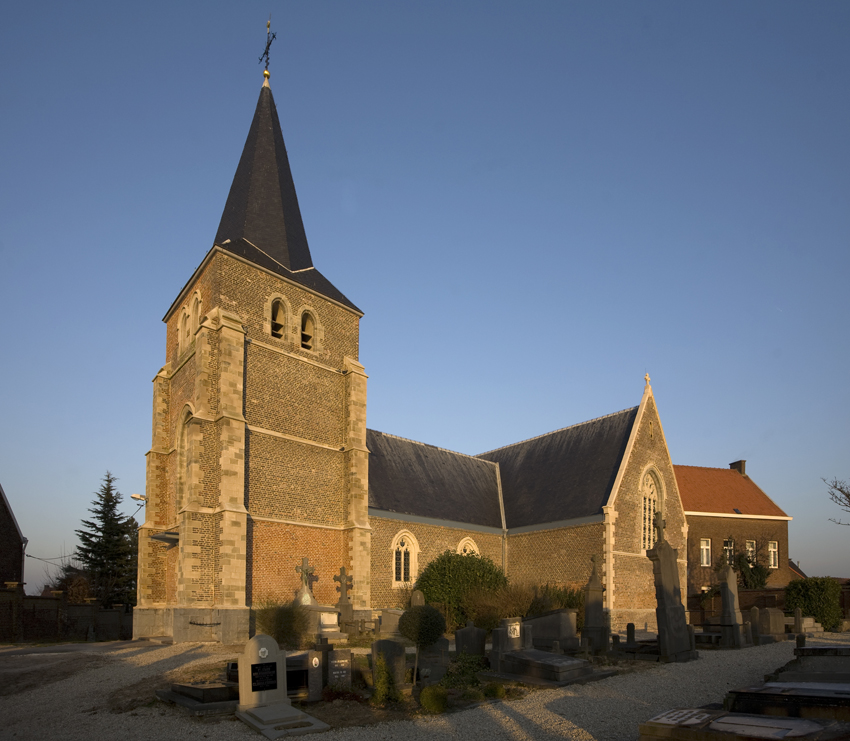
Sint-Martinuskerk

De Sint-Martinuskerk is de parochiekerk van de tot de Oost-Vlaamse gemeente Oudenaarde behorende plaats Edelare, gelegen aan Edelareberg.

## Geschiedenis
De kerk werd voor het eerst vermeld in 1110, waarbij het patronaatsrecht aan de Abdij van Ename werd verleend. In 1115 zou de parochie ondergeschikt zijn aan die van Pamele. De oudste delen van de huidige kerk zijn 13e-eeuws. Omstreeks 1400 werd de kerk vergroot met een westelijke travee met toren. Ook werd het koor vergroot. Later werd een transept toegevoegd. In de 17e en 18e eeuw vonden verbouwingen plaats. In de 18e eeuw werden onder meer de kleine romaanse ramen vergroot. Begin 19e eeuw werd het westportaal dichtgemetseld en kwam daar het altaar. Het portaal kwam in het oostelijke koor. Niet lang daarna werd de kerk verlaten en raakte in verval. Vanaf 1876 vond restauratie plaats en in 1893 werd de kerk weer in gebruik genomen. In 1973 werd de kerk getroffen door brand, waarna restauratie volgde.

## Gebouw
Het betreft een eenbeukig kerkgebouw met transept en westtoren, waarin zich het portaal bevindt. Naast baksteen werd zandsteen en hardsteen toegepast. In gevels van het schip zijn muurresten in Doornikse steen te vinden. De zware westtoren is 15e-eeuws. De noordelijke transeptarm heeft een metselaarsteken. Ook is er een beschadigd reliëf, de graflegging voorstellende, in laatgotische stijl.
De kerk ligt op de helling van de Edelareberg en wordt omringd door een kerkhof.

## Interieur
Het interieur werd na de brand geheel vernieuwd. Het wordt overkluisd door een spitstongewelf. Het kerkmeubilair is van 1876 en later. Er zijn nog twee 16e-eeuwse grafzerken aanwezig.